# Lista de universidades federais do Brasil por orçamento de 2012
Aqui está uma lista de universidades federais do Brasil ordenadas pelo orçamento de que dispõem para o ano de 2012.
Embora já tenham sido criadas em agosto de 2011, a Universidade Federal da Região do Cariri (UFRC), no Ceará, a Universidade Federal do Oeste da Bahia (UFOBA), na Bahia, a Universidade Federal do Sul da Bahia (UFESBA), na Bahia, e a Universidade Federal do Sul e Sudeste do Pará (UFSSP), no Pará, ainda não possuíram orçamento para 2012.
| Universidade                                                          | Sigla    | Orçamento (R$)   | Ref    |
| --------------------------------------------------------------------- | -------- | ---------------- | ------ |
| Universidade Federal do Rio de Janeiro                                | UFRJ     | 1 830 700 015,78 | [ 2 ]  |
| Universidade de Brasília                                              | UNB      | 1 197 810 313,03 | [ 3 ]  |
| Universidade Federal de Minas Gerais                                  | UFMG     | 1 172 209 730,88 | [ 4 ]  |
| Universidade Federal Fluminense                                       | UFF      | 1 083 879 235,44 | [ 5 ]  |
| Universidade Federal do Rio Grande do Sul                             | UFRGS    | 1 042 677 374,32 | [ 6 ]  |
| Universidade Federal de Santa Catarina                                | UFSC     | 887 329 601,49   | [ 7 ]  |
| Universidade Federal do Rio Grande do Norte                           | UFRN     | 875 105 676,14   | [ 8 ]  |
| Universidade Federal da Bahia                                         | UFBA     | 858 306 647,17   | [ 9 ]  |
| Universidade Federal da Paraíba                                       | UFPB     | 844 567 065,01   | [ 10 ] |
| Universidade Federal do Ceará                                         | UFC      | 815 783 118,11   | [ 11 ] |
| Universidade Federal do Paraná                                        | UFPR     | 810 556 454,40   | [ 12 ] |
| Universidade Federal de Pernambuco                                    | UFPE     | 789 492 023,47   | [ 13 ] |
| Universidade Federal do Pará                                          | UFPA     | 731 168 065,32   | [ 14 ] |
| Universidade Federal de Goiás                                         | UFG      | 666 627 037,26   | [ 15 ] |
| Universidade Federal de São Paulo                                     | UNIFESP  | 624 923 071,46   | [ 16 ] |
| Universidade Federal de Santa Maria                                   | UFSM     | 597 105 805,11   | [ 17 ] |
| Universidade Federal de Uberlândia                                    | UFU      | 537 012 015,39   | [ 18 ] |
| Universidade Federal do Espírito Santo                                | UFES     | 535 549 328,38   | [ 19 ] |
| Universidade Federal de Viçosa                                        | UFV      | 486 710 351,27   | [ 20 ] |
| Universidade Federal de Juiz de Fora                                  | UFJF     | 444 389 343,94   | [ 21 ] |
| Universidade Federal de Mato Grosso                                   | UFMT     | 436 275 804,47   | [ 22 ] |
| Universidade Federal do Maranhão                                      | UFMA     | 428 863 041,71   | [ 23 ] |
| Universidade Tecnológica Federal do Paraná                            | UTFPR    | 403 178 737,86   | [ 24 ] |
| Universidade Federal de Alagoas                                       | UFAL     | 398 721 281,84   | [ 25 ] |
| Universidade Federal do Piauí                                         | UFPI     | 398 144 345,54   | [ 26 ] |
| Universidade Federal de Pelotas                                       | UFPEL    | 384 543 079,52   | [ 27 ] |
| Universidade Federal Rural do Rio de Janeiro                          | UFRRJ    | 358 530 488,43   | [ 28 ] |
| Universidade Federal do Amazonas                                      | UFAM     | 354 910 638,92   | [ 29 ] |
| Universidade Federal de São Carlos                                    | UFSCar   | 353 344 510,90   | [ 30 ] |
| Universidade Federal de Campina Grande                                | UFCG     | 343 395 587,24   | [ 31 ] |
| Universidade Federal de Mato Grosso do Sul                            | UFMS     | 332 032 875,43   | [ 32 ] |
| Universidade Federal de Sergipe                                       | UFS      | 326 588 642,41   | [ 33 ] |
| Universidade Federal Rural de Pernambuco                              | UFRPE    | 297 669 652,55   | [ 34 ] |
| Universidade Federal do Rio Grande                                    | FURG     | 258 615 255,09   | [ 35 ] |
| Universidade Federal de Ouro Preto                                    | UFOP     | 252 864 446,15   | [ 36 ] |
| Universidade Federal do Estado do Rio de Janeiro                      | UNIRIO   | 201 304 273,92   | [ 37 ] |
| Universidade Federal do ABC                                           | UFABC    | 172 226 046,84   | [ 38 ] |
| Universidade Federal de Lavras                                        | UFLA     | 170 233 759,23   | [ 39 ] |
| Universidade Federal do Tocantins                                     | UFT      | 162 743 686,22   | [ 40 ] |
| Universidade Federal do Acre                                          | UFAC     | 161 666 115,61   | [ 41 ] |
| Universidade Federal do Triângulo Mineiro                             | UFTM     | 159 742 897,07   | [ 42 ] |
| Universidade Federal do Pampa                                         | UNIPAMPA | 152 421 154,09   | [ 43 ] |
| Universidade Federal de São João del-Rei                              | UFSJ     | 149 285 513,45   | [ 44 ] |
| Universidade Federal da Fronteira Sul                                 | UFFS     | 139 710 277,4    | [ 45 ] |
| Universidade Federal dos Vales do Jequitinhonha e Mucuri              | UFVJM    | 128 187 200,75   | [ 46 ] |
| Universidade Federal Rural do Semi-Árido                              | UFERSA   | 126 473 249,26   | [ 47 ] |
| Universidade Federal do Recôncavo da Bahia                            | UFRB     | 122 031 661,03   | [ 48 ] |
| Universidade Federal de Itajubá                                       | UNIFEI   | 120 792 268,95   | [ 49 ] |
| Universidade Federal de Rondônia                                      | UNIR     | 120 663 348,99   | [ 50 ] |
| Universidade Federal Rural da Amazônia                                | UFRA     | 115 787 931,71   | [ 51 ] |
| Universidade Federal de Alfenas                                       | UNIFAL   | 108 816 357,89   | [ 52 ] |
| Universidade Federal de Roraima                                       | UFRR     | 103 141 081,11   | [ 53 ] |
| Universidade Federal da Grande Dourados                               | UFGD     | 92 587 008,31    | [ 54 ] |
| Universidade Federal do Vale do São Francisco                         | UNIVASF  | 90 134 710,24    | [ 55 ] |
| Universidade Federal do Oeste do Pará                                 | UFOPA    | 85 308 906,36    | [ 56 ] |
| Universidade Federal da Integração Latino-Americana                   | UNILA    | 68 693 991,84    | [ 57 ] |
| Universidade Federal do Amapá                                         | UNIFAP   | 63 730 110,47    | [ 58 ] |
| Universidade Federal de Ciências da Saúde de Porto Alegre             | UFCSPA   | 58 489 481,77    | [ 59 ] |
| Universidade da Integração Internacional da Lusofonia Afro-Brasileira | UNILAB   | 20 001 776,97    | [ 60 ] |